# Brèntids
Els brèntids (Brentidae) són una família de coleòpters polífags de la superfamília dels curculionoïdeus, de distribució cosmopolita. Són primàriament xilòfags. La subfamília Apioninae es considerada de vegades com a família independent (Apionidae).
La família comprèn 1.690 espècies descrites, i són més diverses en els tròpics, però existeixen en totes les regions temperades del món. Estan entre les famílies de morruts que no tenen les antenes en forma de colze. Tendeixen a ser allargats i aplanats, encara que hi ha nombroses excepcions.